# 昂坪360
昂坪360（英語：Ngong Ping 360），是香港一個連接大嶼山東涌及昂坪的架空索道系統，包括昂坪纜車（Ngong Ping Cable Car，前稱 ）及其相關的旅遊設施昂坪市集等，其中昂坪纜車是亞洲最長的雙纜索纜車系統，由附屬於港鐵公司的昂坪360有限公司管理。
纜車服務於2017年1月9日起至6月4日暫停約5個月，以進行纜索更換工程，期間昂坪市集照常開放。纜車服務已於6月5日重開，昂坪棧道亦在修葺後獲評估確定安全並在同月30日開放。

## 歷史

### 早期規劃
位於昂坪的寶蓮禪寺是熱門的香港旅遊景點，但是礙於交通不便，尤其是北大嶼山新市鎮建成後，遊客多取道東涌，轉乘新大嶼山巴士前往昂坪。兩地僅有單線行車設計、地勢險要的東涌道連接，若然遇上交通意外必須全線封閉。為了改善往返昂坪的交通暢通水平及提升旅遊景點的吸引力，香港旅遊協會（現稱香港旅遊發展局）於1995年提出興建東涌吊車系統。至1998年，時任財政司司長曾蔭權宣佈興建東涌吊車系統。其後，香港政府委託地鐵公司（今港鐵公司）進行可行性研究，根據結果於2000年2月招標，包括地鐵公司在內的3家財團提交了發展建議書。
2002年6月，行政會議批准地鐵公司及澳洲Skyrail-ITM所組成的聯合營運公司奪得東涌吊車系統的建造及營運辦理合約，建築成本為7.5億港元，公司將會獲得為期30年的專門營運權利。同年7月12日，香港政府與地鐵公司簽約，城規會公佈《昂坪分區計劃大綱草圖》。寶蓮禪寺住持釋智慧隨即公開反對在東涌吊車系統附近興建旅舍及食肆的計劃，認為有關建設將會影響佛門的清靜，並且於10月22日宣佈從該月25日至31日封山7日以示抗議，房屋及規劃地政局局長孫明揚其後於23日親自拜會解釋，寶蓮禪寺最終取消了封山行動。
2003年5月28日，立法會三讀通過《東涌吊車條例》，為批出專門營運權利予地鐵公司提供了法律架構，地鐵公司亦大幅度地減少了東涌纜車站的商業發展及昂坪站的商業發展範圍。

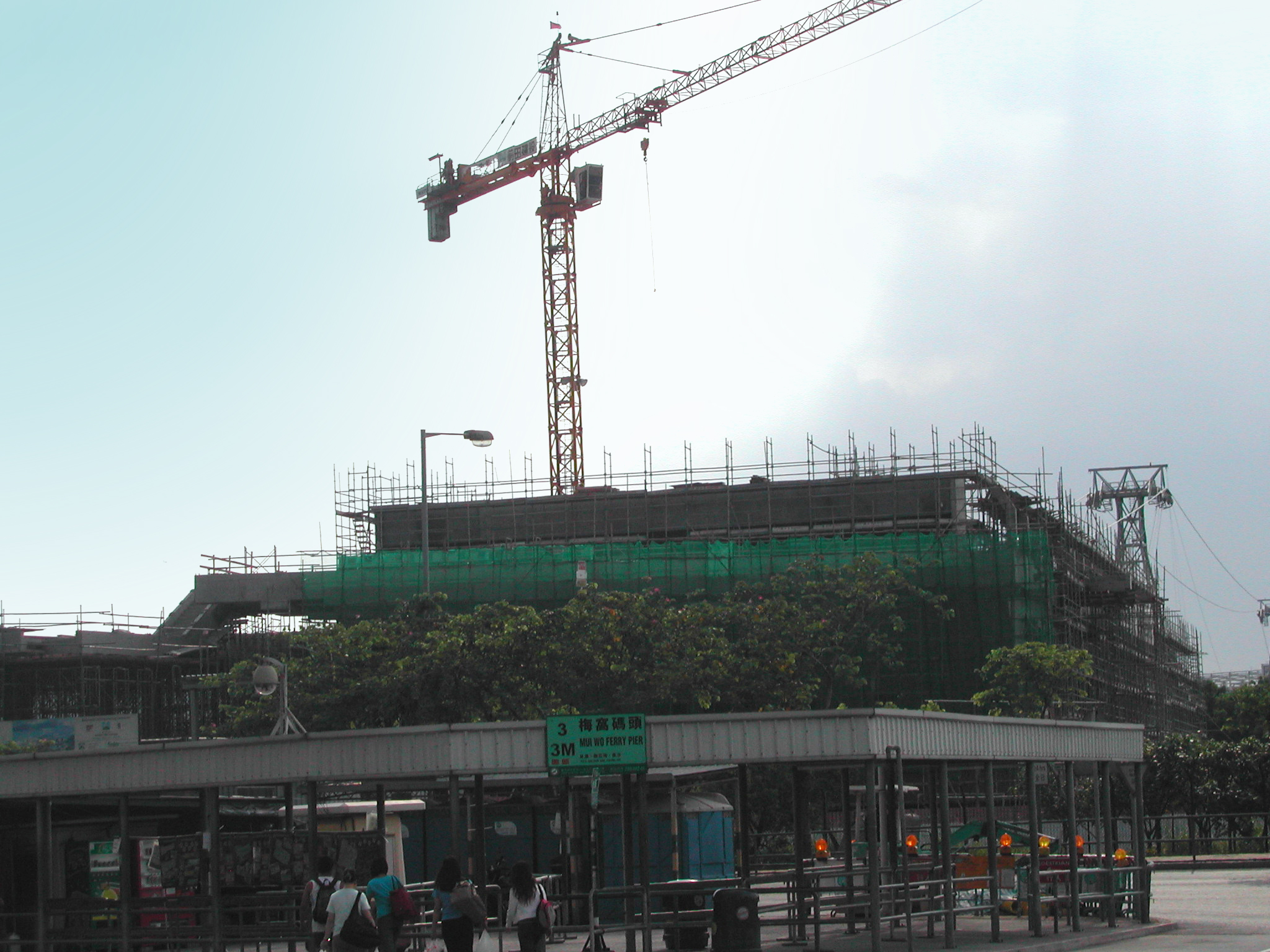
興建中的昂坪360東涌纜車站

2004年2月，昂坪360的建築工程展開，由於工程地盤位於郊野公園範圍，根據香港法例，承建商不能夠以車輛運載物料進入工地，故此施工期間，地鐵公司從加拿大租用6頭騾協助搬運物料。於竣工後，其中四頭騾子被運返加拿大，兩頭則留在香港的嘉道理農場暨植物園，分別名爲Dennie和Duffi。兩頭騾分別在2019年和2021年9月去世。

### 啟用

昂坪360標誌（2006年至2007年）

昂坪360原定於2006年1月30日（即農曆新年年初二）啟用，然而工程進度受到惡劣天氣情況及其他原因而押後，預計啟用日期多次被逼延長。同年6月17日，測試期間系統故障，啟用日期再次延後。同年7月29日至30日，兩鐵員工參與纜車演習，機電工程署表示測試情況大致順利。於颱風派比安吹襲香港期間，部分纜車設施受到輕微損毀，啟用日期再度延遲。昂坪360其後於8月30日起恢復測試乘搭，於9月5日順利結束，於同月18日正式啟用。通車儀式由時任地鐵公司工程總監柏立恒及時任昂坪360常務董事高德偉主持，正式的開幕儀式於同年11月9日由時任香港特別行政區財政司司長唐英年主持，經濟發展及勞工局常任秘書長鄭汝樺、旅遊事務專員區璟智、香港旅遊發展局主席周梁淑怡和寶蓮禪寺住持釋智慧等嘉賓均列席。
2007年6月5日，為了進行自通車以來的首次維護修理，服務暫停3日。

### 事故及重新營運
昂坪360於啟用初期多次發生事故，其硬件質素及管理手法多次引起立法會議員及香港傳媒的關注。2007年6月11日，一輛編號為21、無載人的纜車在測試期間，在赤鱲角轉向站附近的纜塔墜毀，香港政府隨即勒令即時停止系統運作，並且要求徹查事件。地鐵公司其後與澳洲 Skyrail-ITM 就撤換管理層達成協議，以收購纜車公司的方式終止合作，並且撤換管理層及更新其企業形象。停止運作半年後，昂坪360獲得機電工程署取消禁止運載令，遂於同年12月22日至29日舉行測試乘搭及事故表演練習，於同月31日上午10時重新啟用。
重新啟用後，昂坪360的表現逐漸地獲得正面評價。透過其全新的管理制度，配合一眾纜車專業人士及員工持續地提升了員工的技術及訓練水平，並且推出了各項具備成效的市場推廣活動。2009年4月，昂坪360獲得ISO9001:2008認證；同月，昂坪360推出全球首創的「水晶車」，深受旅客歡迎。
2012年1月25日，昂坪360於運作期間因為滑輪軸承技術問題而停駛，約800名乘客被困於纜車車廂內近兩小時。昂坪360有限公司其後決定更換系統全線7組的滑輪軸承，以提高系統可靠性，並且提早進行原定計劃於年中才進行的年度檢查，服務因而暫停約兩個月，至4月5日重新投入服務。事後，昂坪360有限公司投放了大量資源作出預防性的保養維修，職員搶修系統的時間亦由過去的約5分鐘縮短至最短的1分鐘；2013年全年因為技術問題而停止服務的次數錄得零次。

### 提出延線的可能性
為了配合港珠澳大橋及大嶼山的未來發展，香港政府於2014年評估將昂坪360延線至大澳的可能性，研究預計於2015年6月展開，至2016年次季完成。

### 再次停運
由於2019冠状病毒病疫情，昂坪360纜車宣布於2020年1月27日起暫停服務。3月15日，昂坪360恢復營運，但只維持有限度服務。再於2022年1月7日起因保養工程而暫停營運。

## 定線

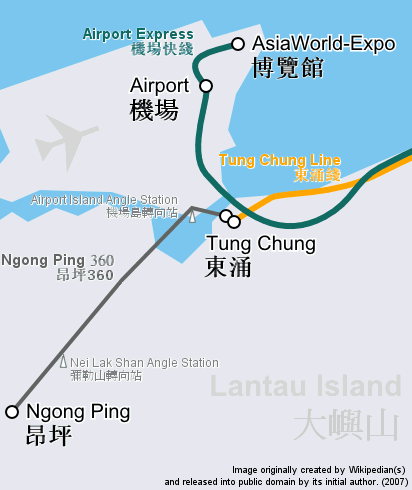
昂坪360、機場快綫及東涌綫路綫圖（按真實地形繪畫）

昂坪360全長5.7公里，速度約為10-15km/h，視乎天氣調節，行程須時24-30分鐘，比乘搭新大嶼山巴士23線巴士由北大嶼山新市鎮途經東涌道前往昂坪，節省10-15分鐘。纜車系統分為3段，途中經過2座轉向站。纜車定線由東涌站開始，首先跨過海灣到達機場島轉向站，然後轉向60度向北大嶼郊野公園的彌勒山山坡攀升，再於彌勒山山腰的彌勒山轉向站轉向，最後抵達昂坪站。

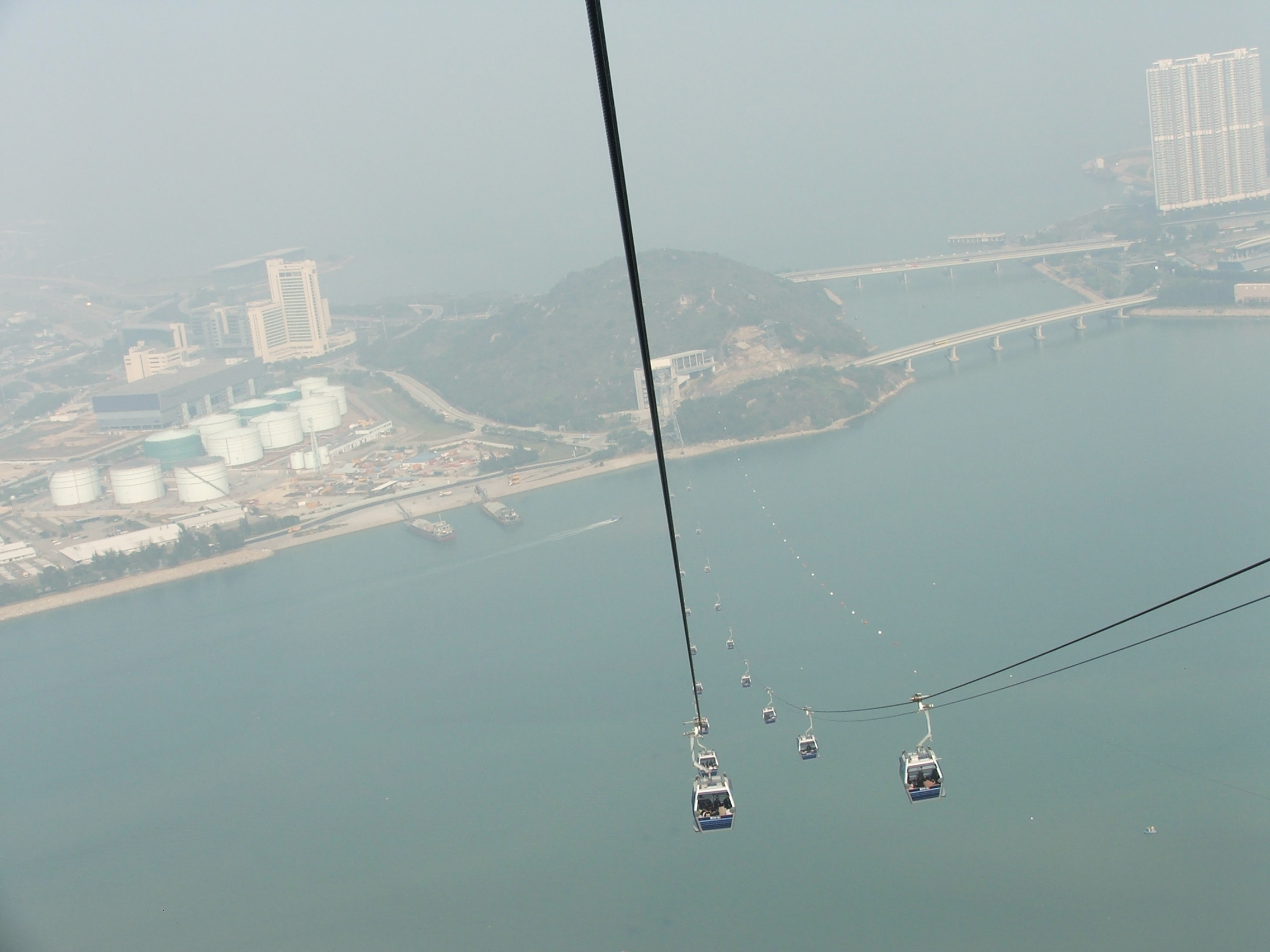
昂坪360的索道
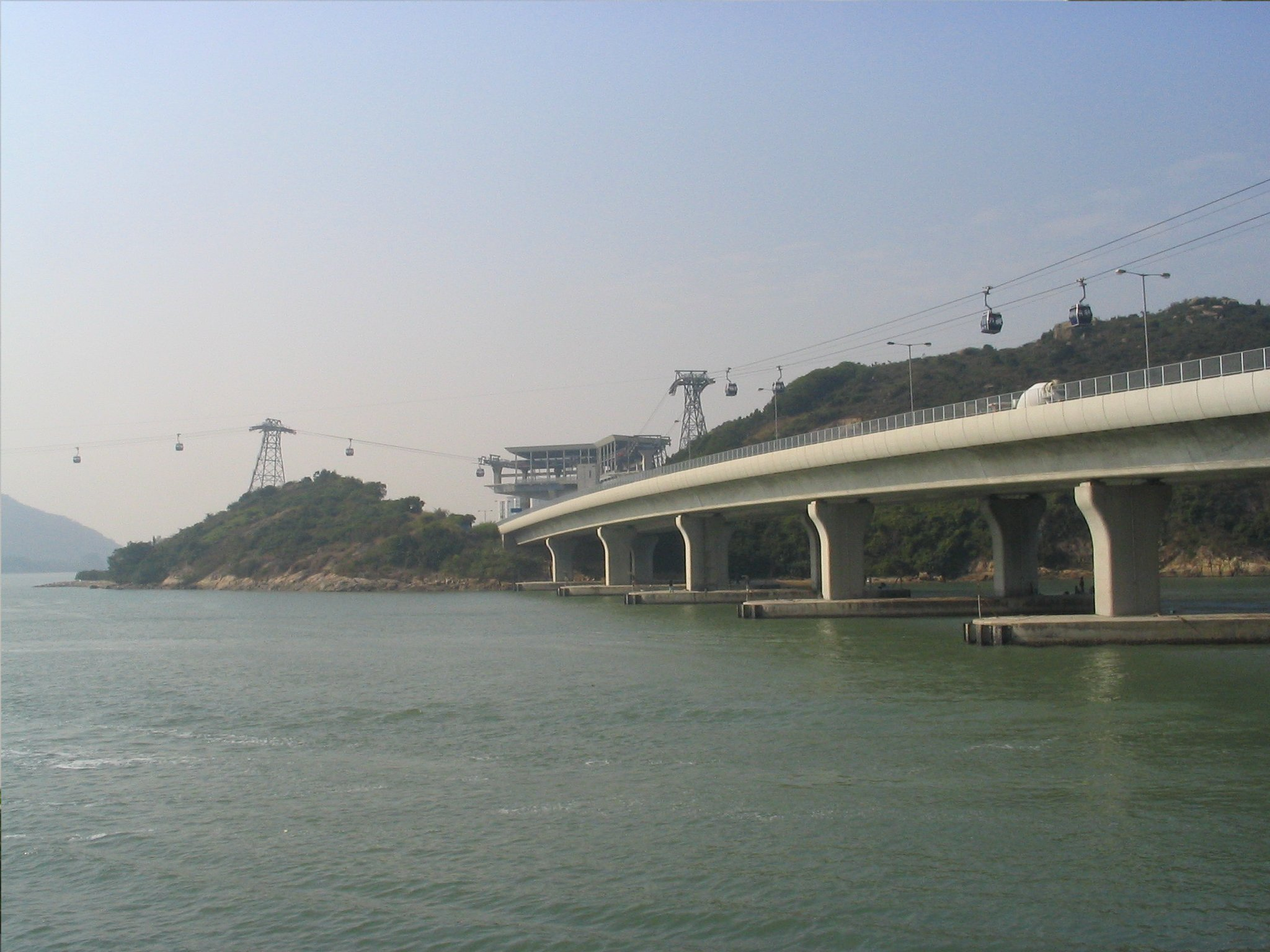
昂坪360經過赤鱲角南路上空，進入機場島轉向站，轉向60度後繼續向彌勒山攀升
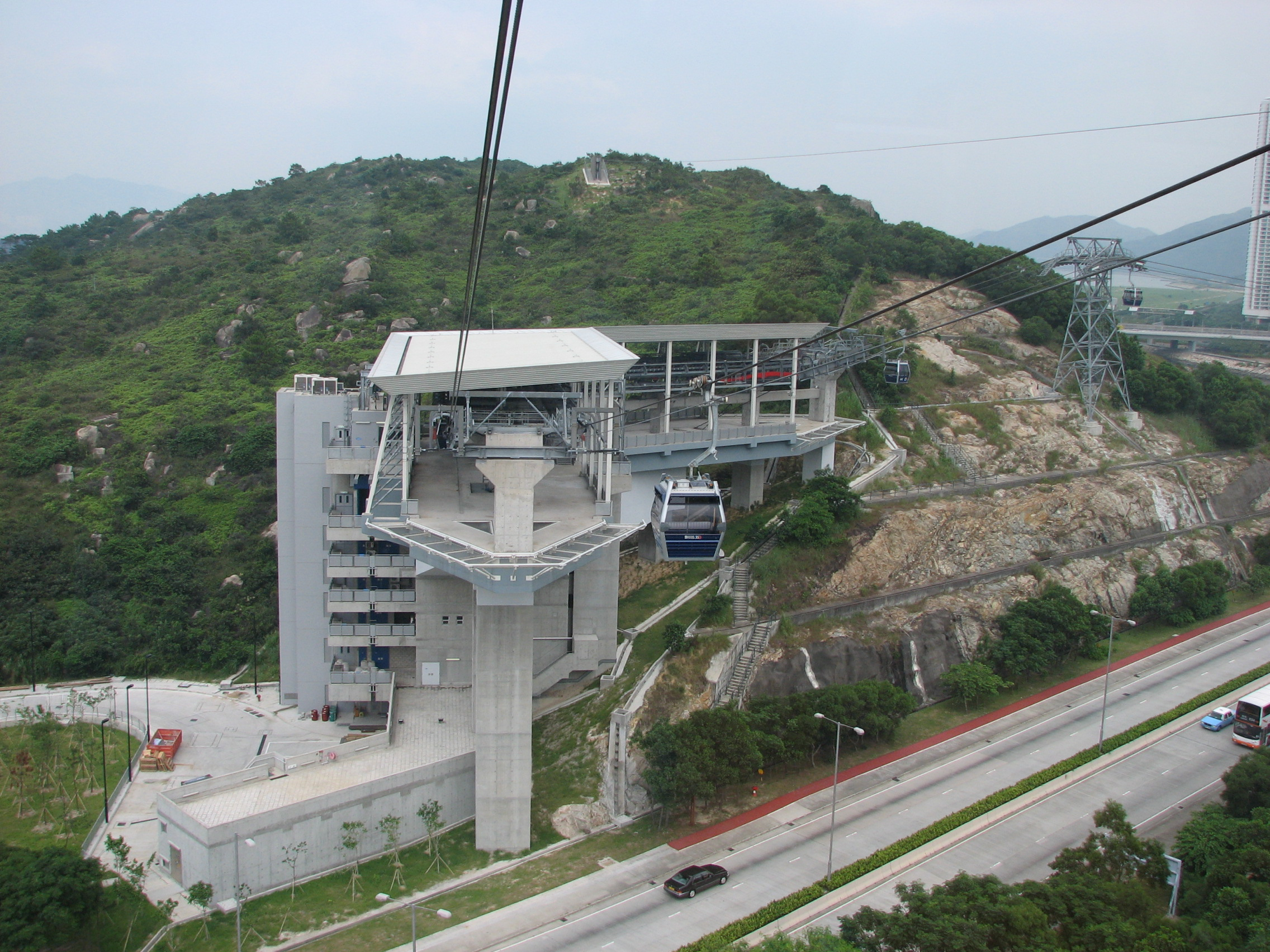
機場島轉向站
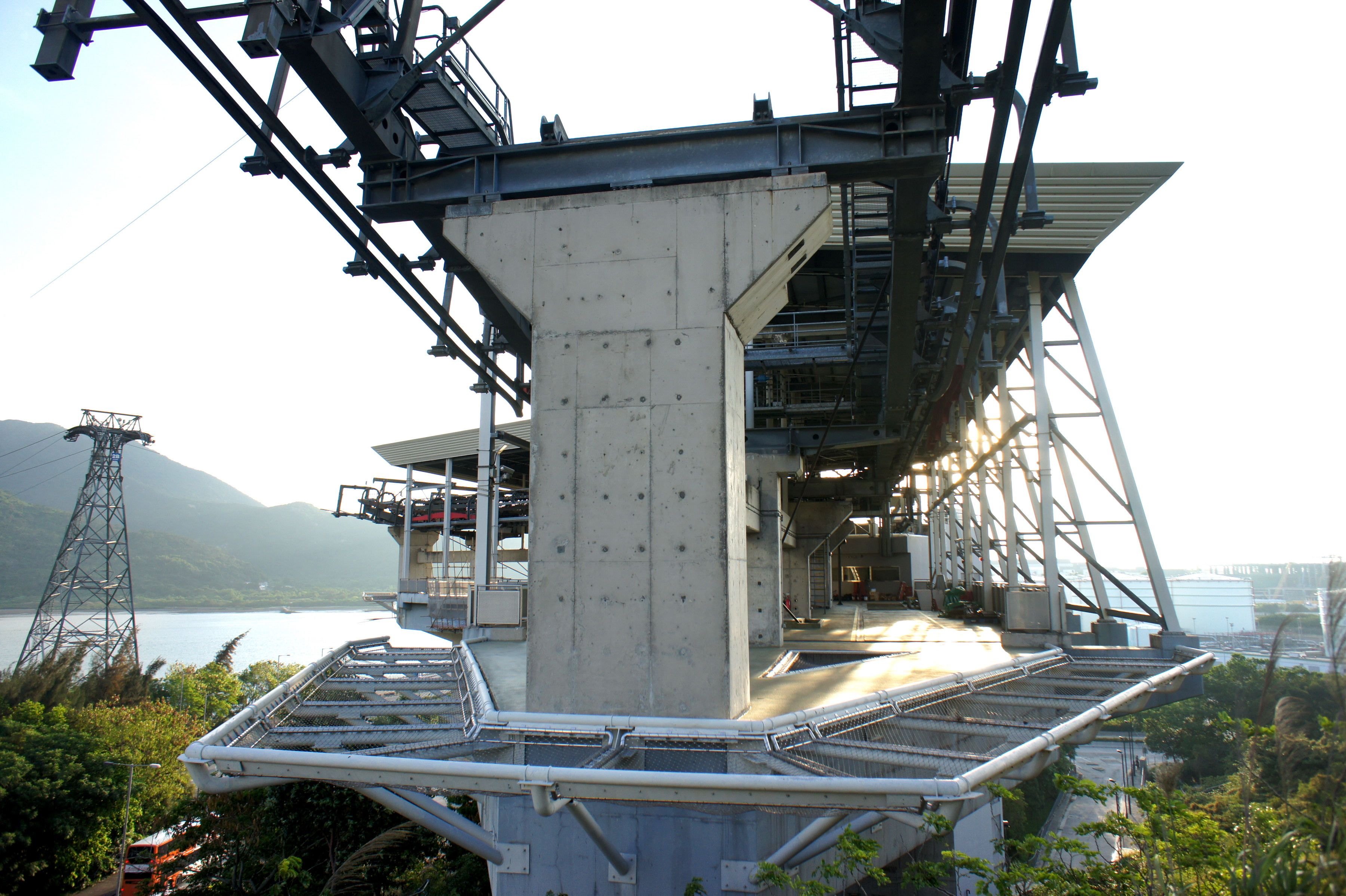
機場島轉向站，東涌灣方向的纜車進出口
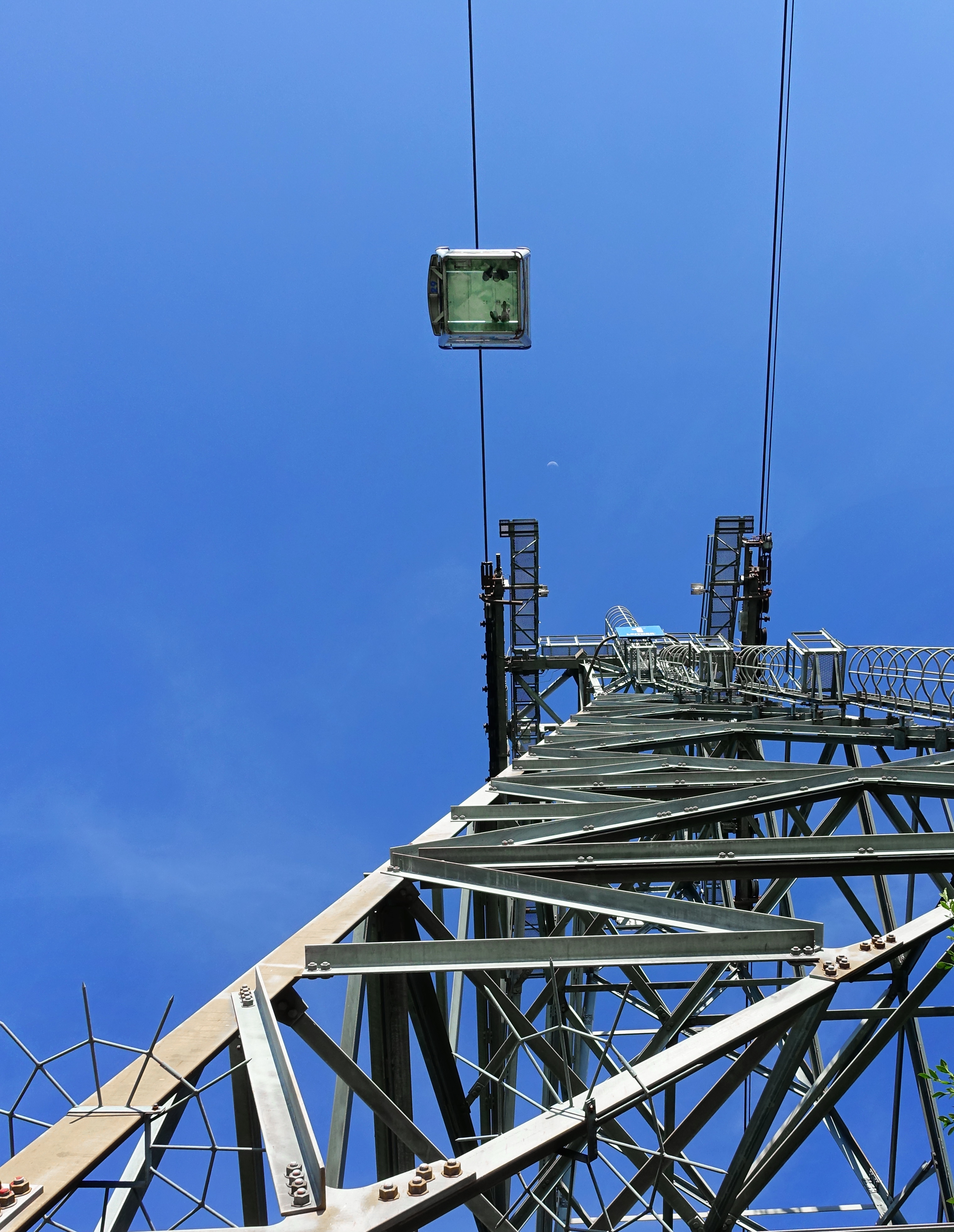
昂坪360的1號纜塔和水晶車
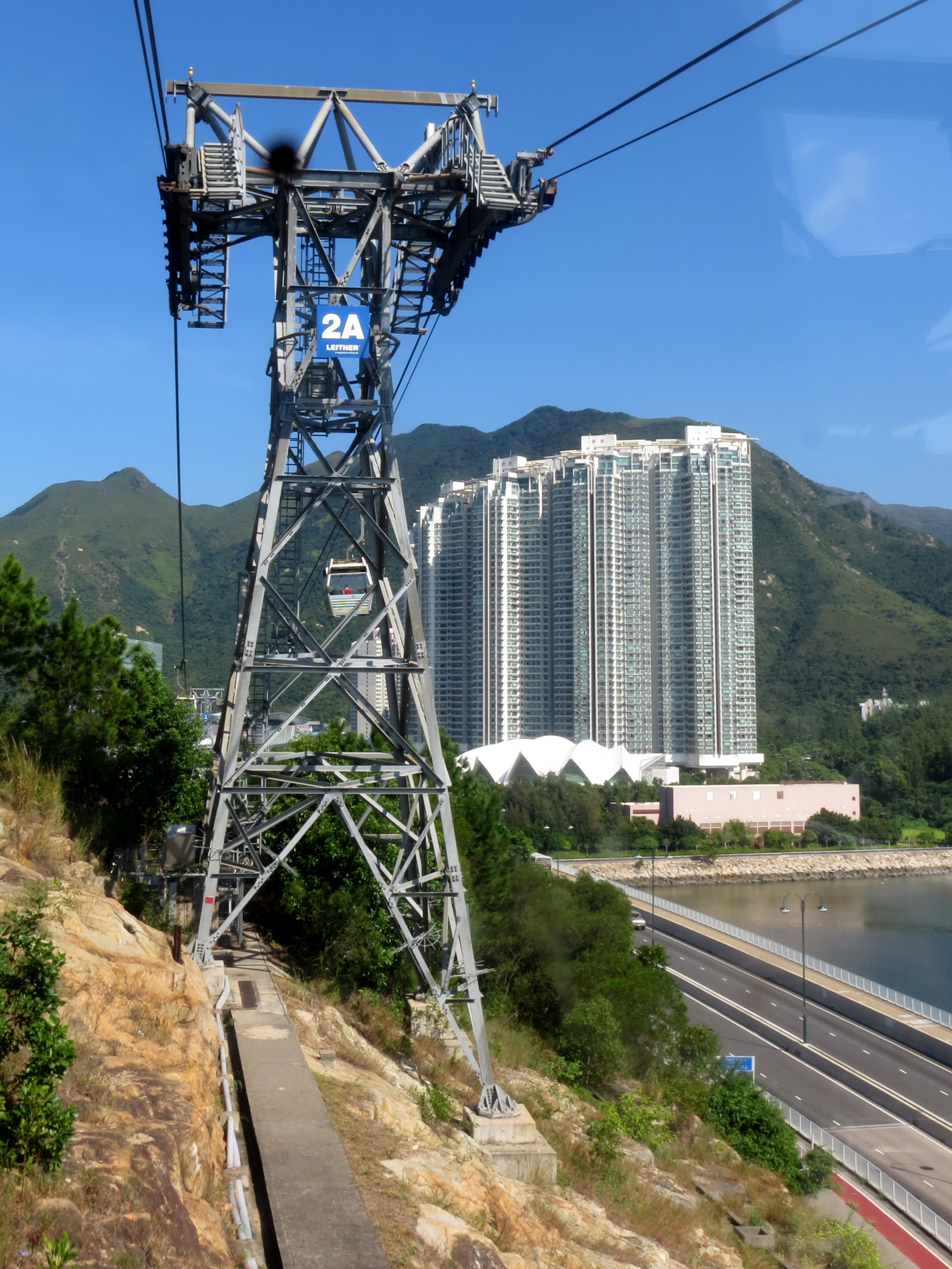
昂坪360 2A號纜塔，右下方道路為赤鱲角南路。
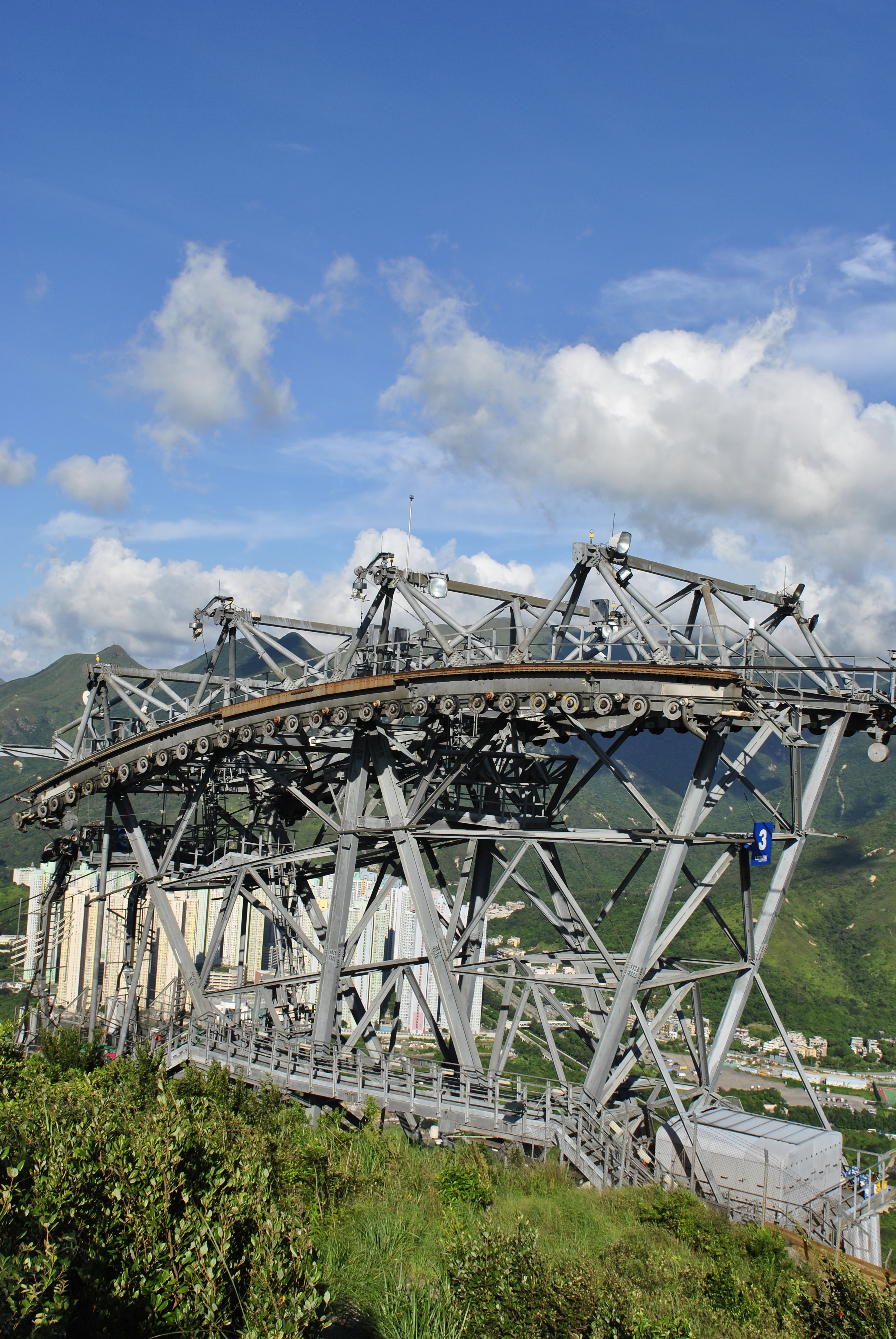
昂坪360 3號纜塔
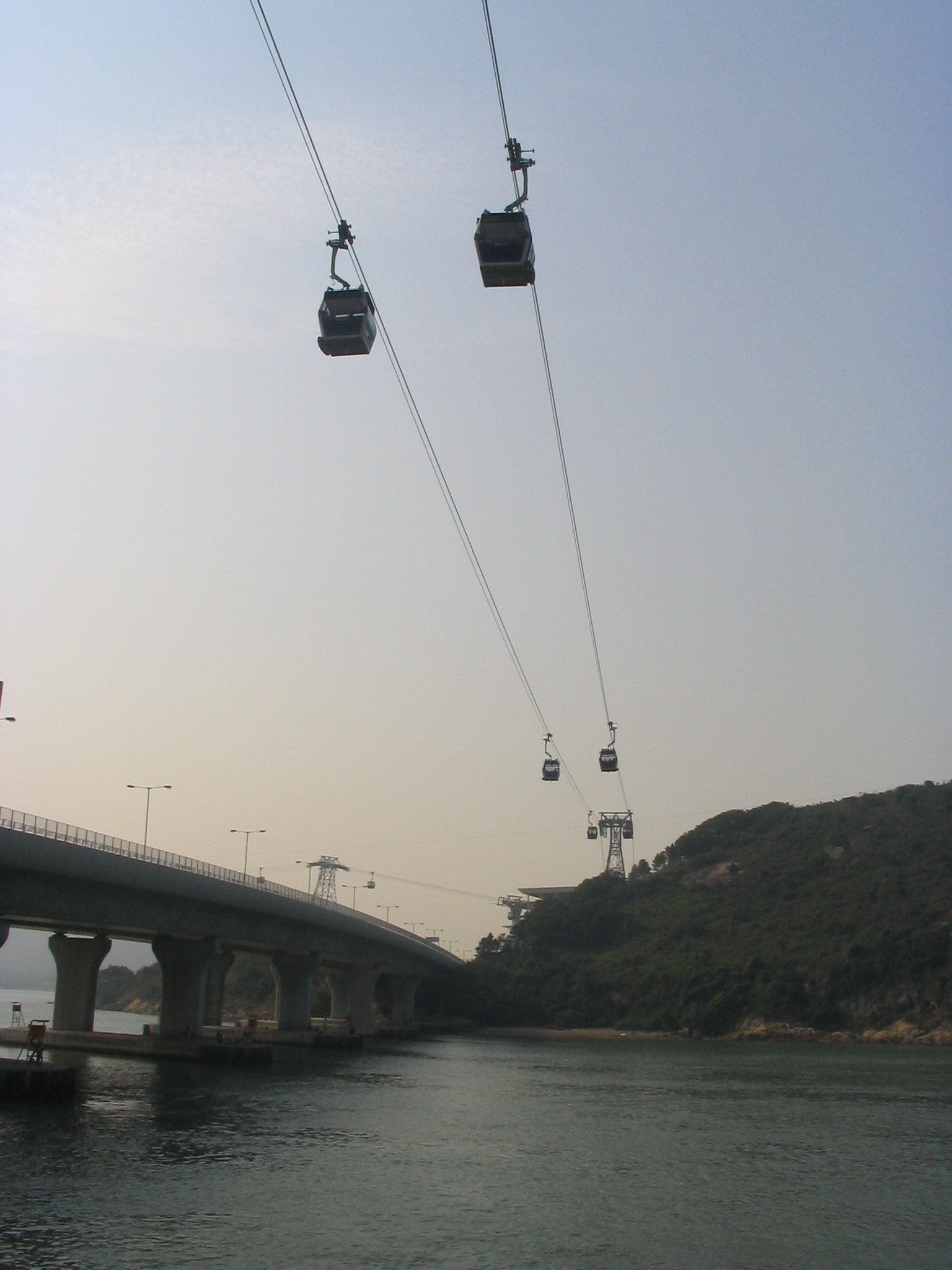
昂坪360近赤鱲角南路一段離地約50米
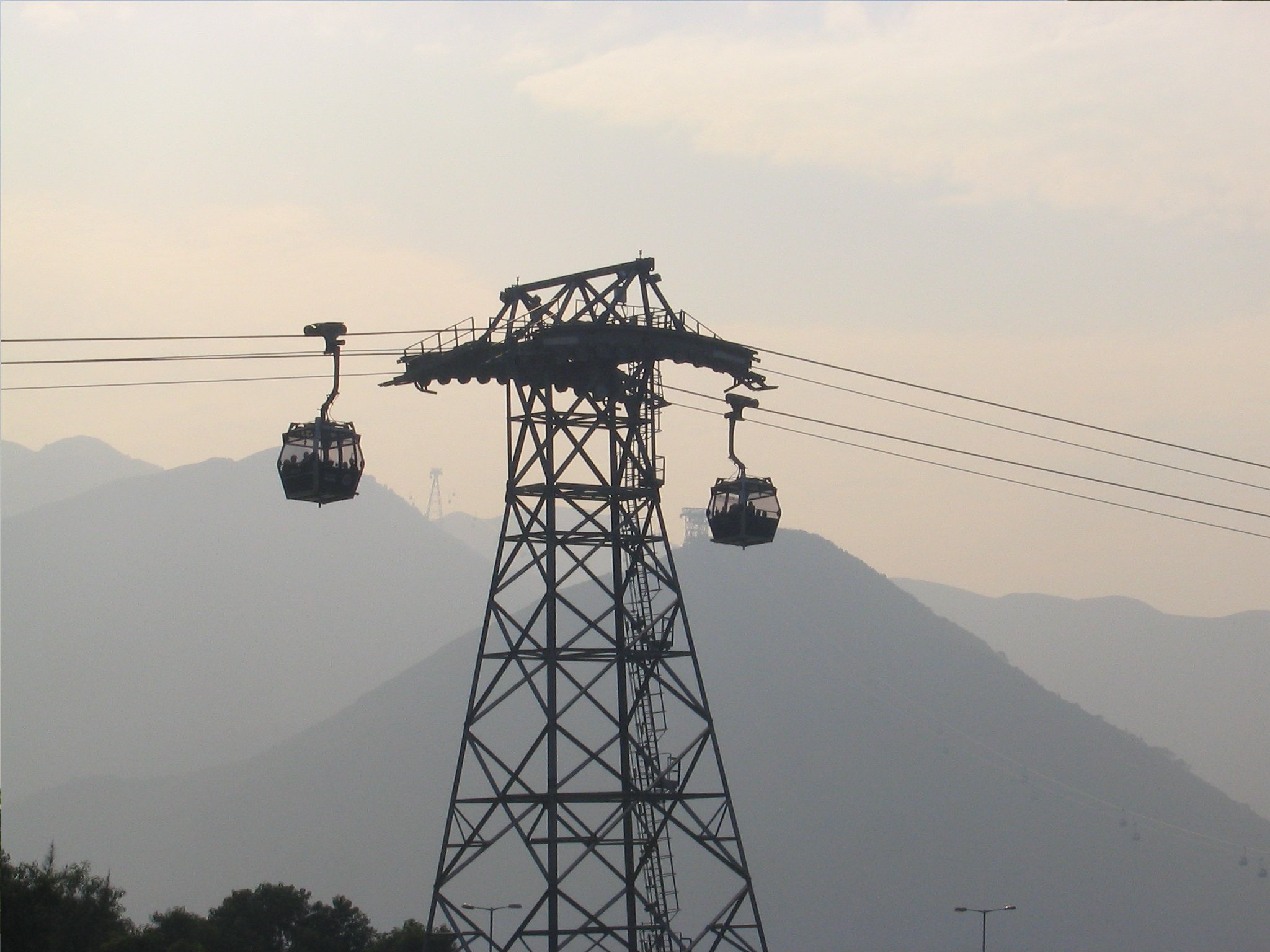
昂坪360近東涌纜車站的T1纜塔
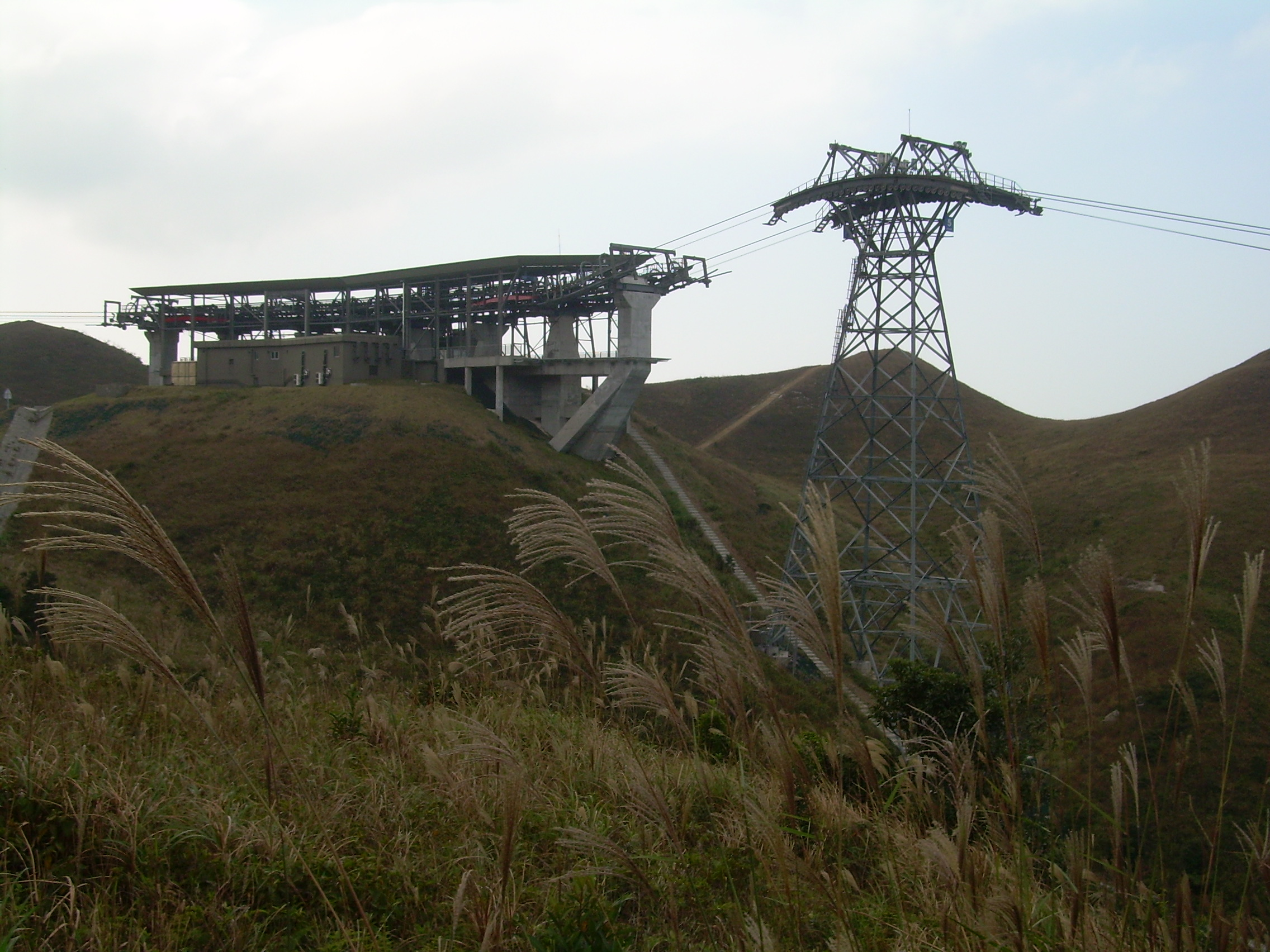
彌勒山轉向站
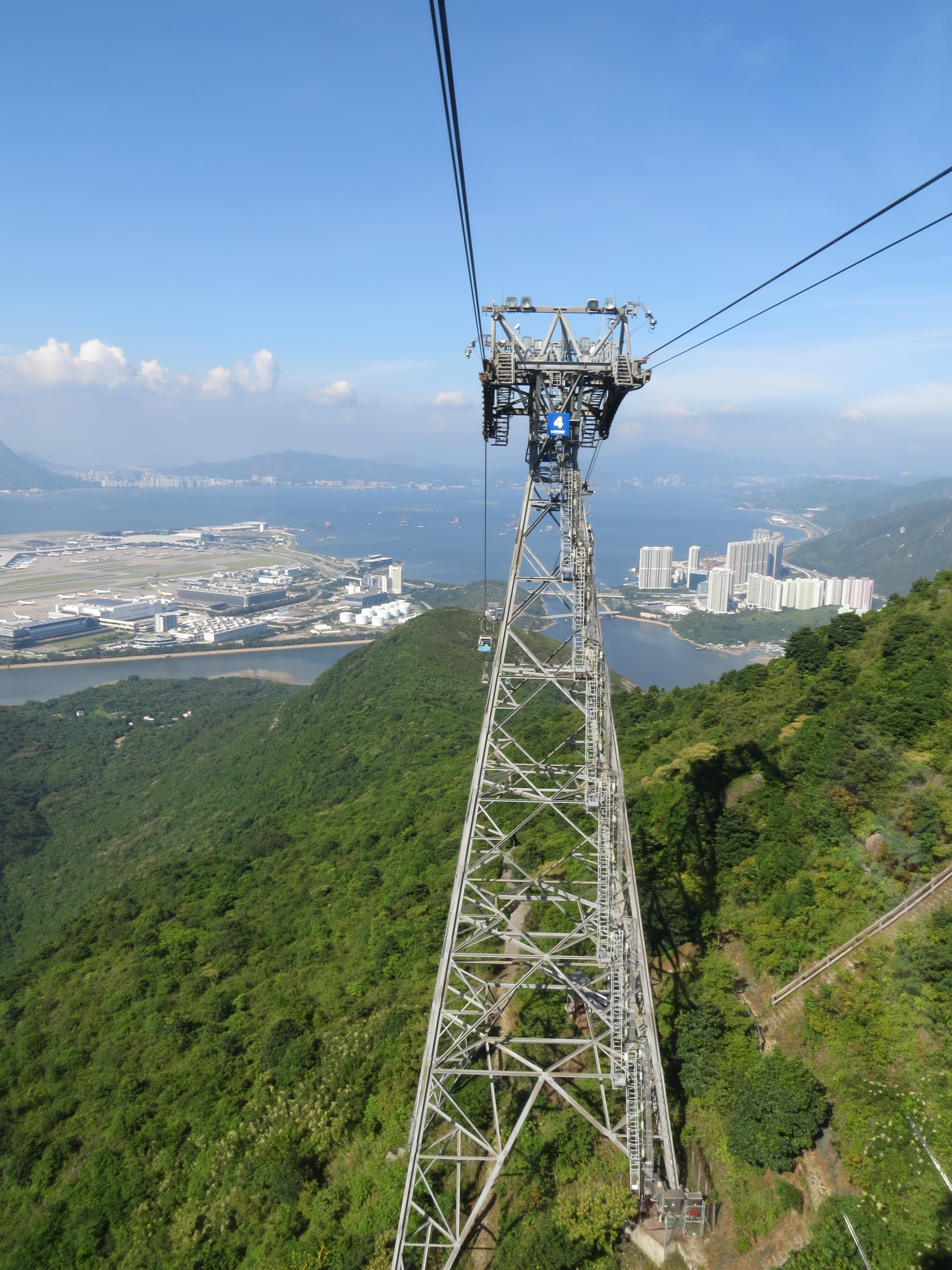
昂坪360 4號纜塔
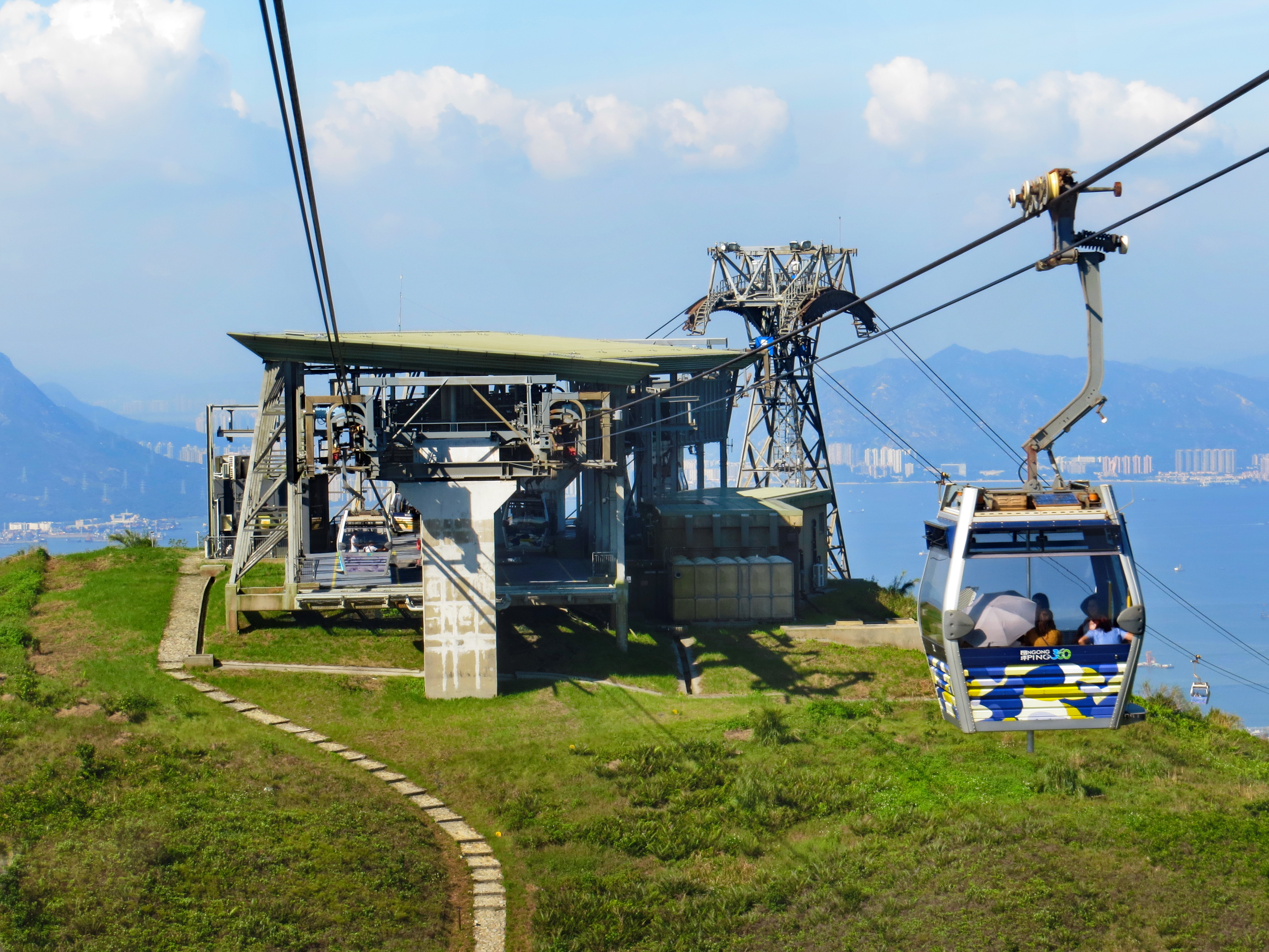
彌勒山轉向站，後方為5號纜塔。
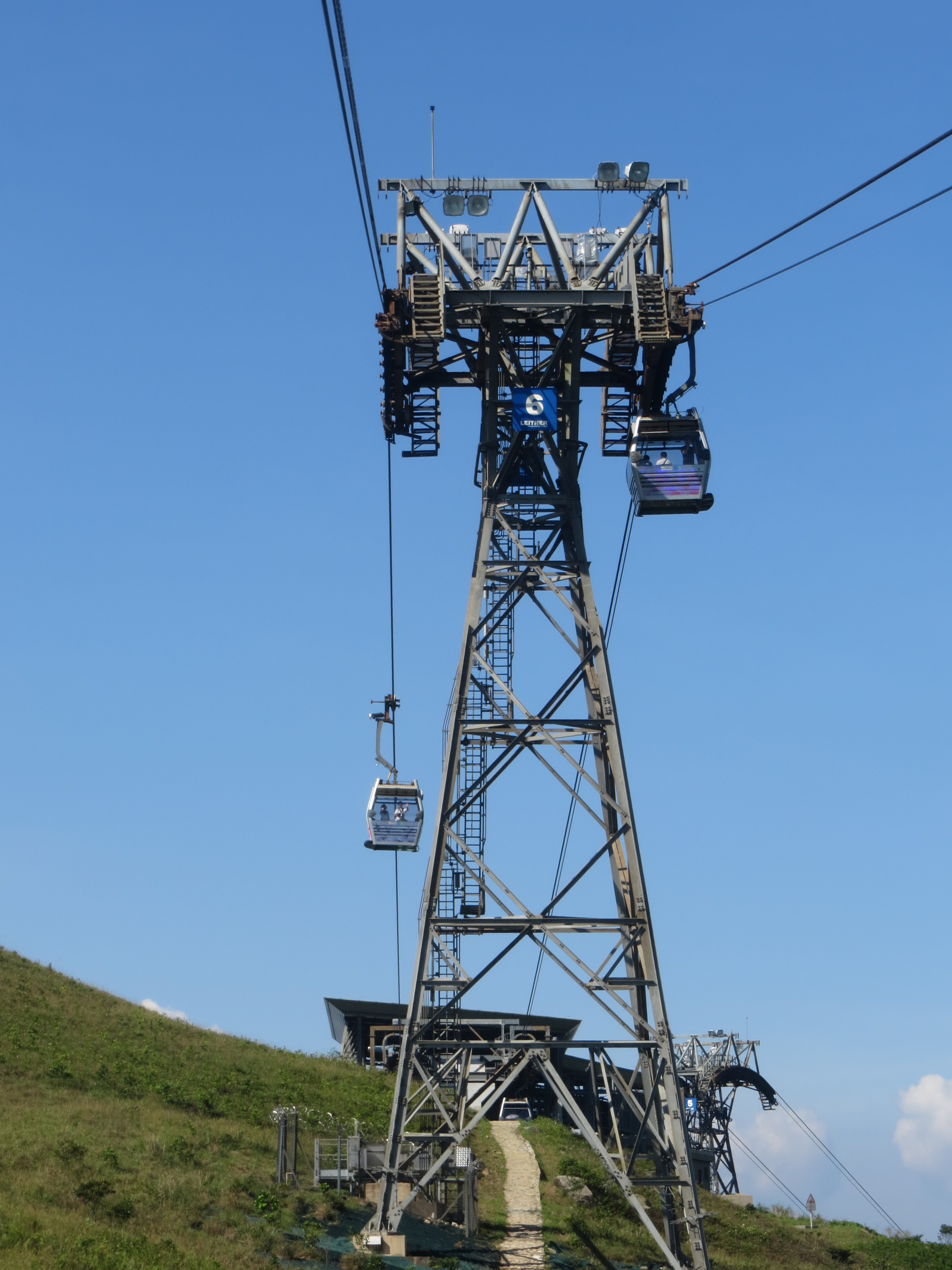
昂坪360 6號纜塔

## 系統
昂坪360採用雙纜索的架空行車設計，與歐洲阿爾卑斯山山脈的纜車為同類。昂坪360的車廂及纜索是由意大利的萊特納集團製造。纜車系統共有8座纜塔及兩座轉向站（機場島及彌勒山轉向站）。其中5座纜塔位於郊野公園範圍內。纜塔之間距離較遠，可以採用較高載客量的纜車車廂。

## 車廠
昂坪360設有兩座車廠，分別為東涌車廠及昂坪車廠。
東涌車廠位於東涌站下層，是停泊車廂及進行車廂日常簡單維修的地方。昂坪車廠則位於昂坪站旁，是進行車廂大型維修的地方。

## 車站設計

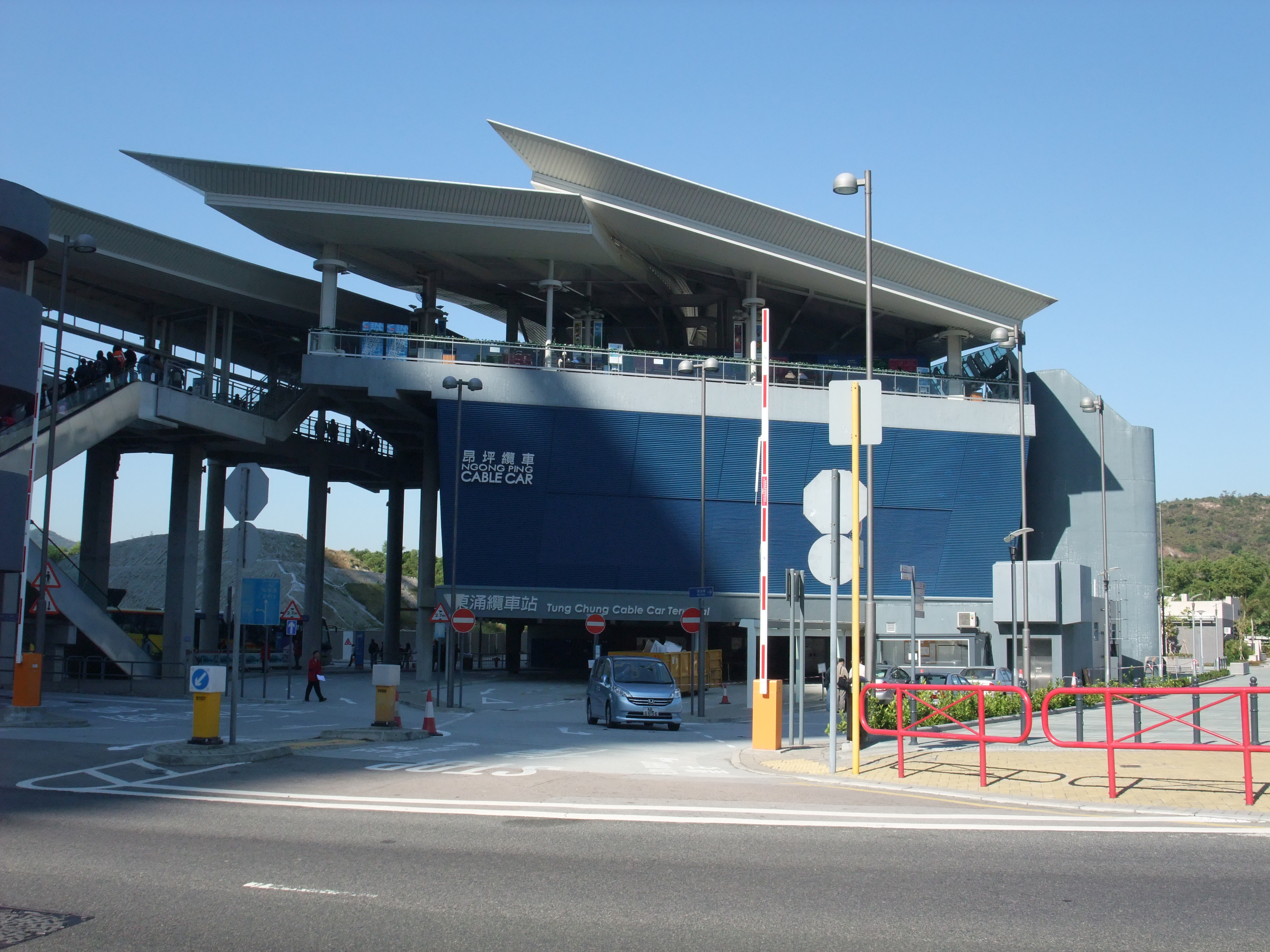
東涌纜車站

東涌纜車站設於港鐵東涌站附近，方便市民由市區經港鐵東涌綫轉乘昂坪纜車。車站設有售賣紀念品的商店。
昂坪纜車站設於昂坪高原，毗鄰著名景點天壇大佛及寶蓮襌寺。車站的樸素設計，配合附近的自然環境。而昂坪市集則設在昂坪纜車站旁，乘客可以經過市集前往天壇大佛及寶蓮襌寺。此車站由建築師 Aedas 負責設計。

## 車廂設計

### 標準車
標準車（Standard Cabin）是使用鑽石型設計，標準車廂外觀以深藍色為主，最高可以容納17人，其中包括10個廂座，也可以預留輪椅使用者的專門使用空間。纜車沒有空氣調節，卻有局部開放式的通風設備，讓旅客在旅程中可以感受大自然的微風。整個纜車系統共有108個車廂。

### 水晶車

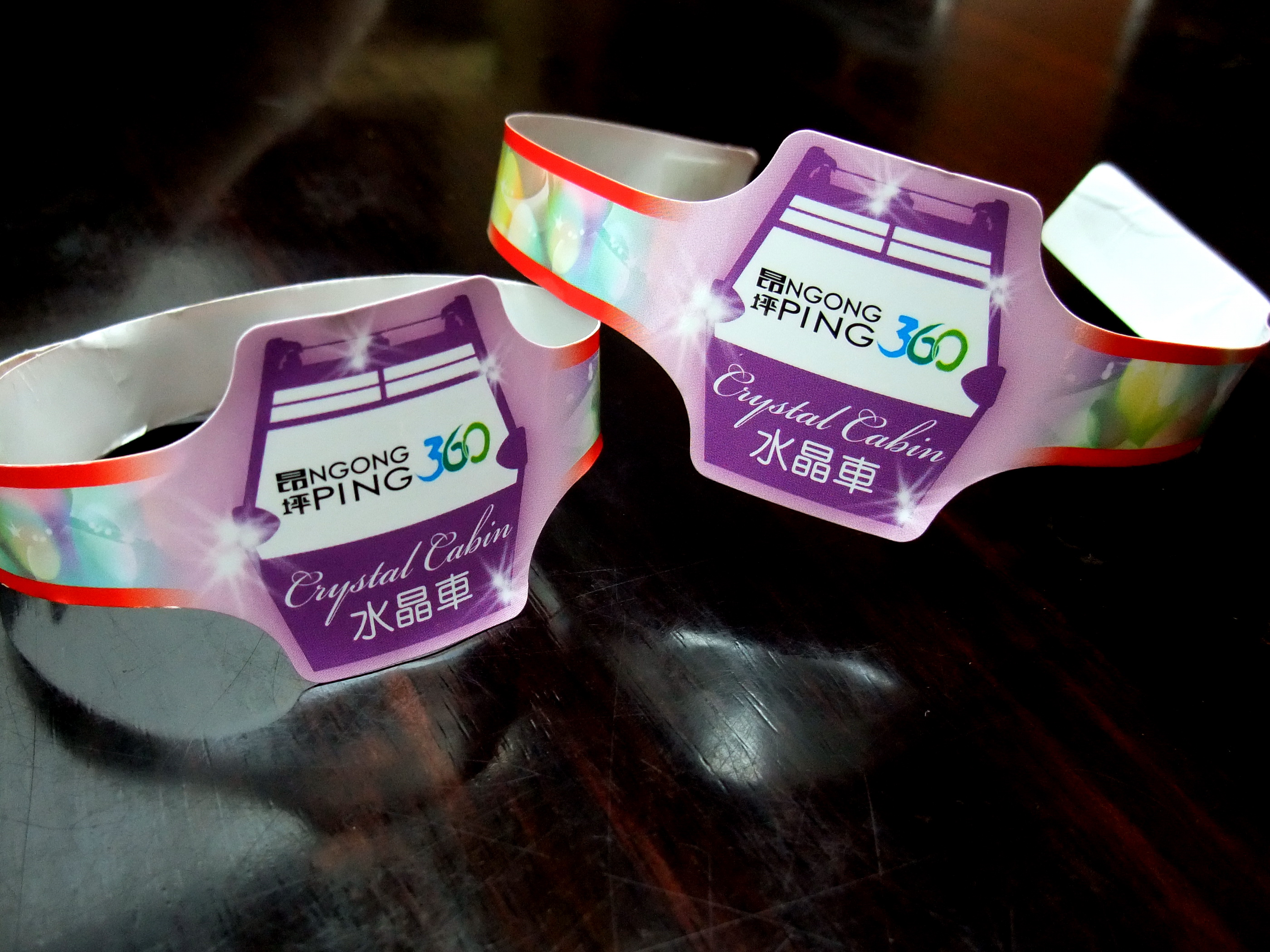
乘搭水晶車的識別帶

水晶車（Crystal Cabin）是從36部標準車廂改造而成的，已於2009年4月4日投入服務，「水晶車」外觀以銀黃色為主，原來以金屬製造的地板改為2吋厚的強化玻璃，使到地板透明，產生另種一風景觀賞的角度，使到旅客可以全方位地欣賞北大嶼山郊野公園、香港國際機場及天壇大佛的美麗風景。「水晶車」的車廂最多可以容納10人。

### 360空中貴賓廂
360空中貴賓廂（360 Sky Lounge）是從1號標準車廂改造而成的，於2009年12月12日投入服務，於2013年9月2日榮休。「360空中貴賓廂」外觀以香檳金色為主，配合施華洛世奇（Swarovski）元素裝飾，使用水晶布料座椅及酒櫃裝飾。「360空中貴賓廂」只提供予預先約定包廂服務，每次最多可以接待6人。

### 全景車
全景車（Crystal+ Cabin）全10部車廂（車廂編號︰116－126）於2022年12月10日投入服務，不僅車底為全透明玻璃，車廂四面及底部全部採用全透明玻璃，相信是全球同類型車廂中擁有最大空間，360度零死角飽覽大嶼山美景；「全景車」的車廂最多可以容納10人

## 服務時間
昂坪360於平日上午10時至下午6時提供服務，在星期六、日及特別日子則會延長服務時間至上午9時至下午6時30分。另一方面，纜車公司將部份日期訂為保養及維修日，屆時纜車服務會暫停服務。

## 收費

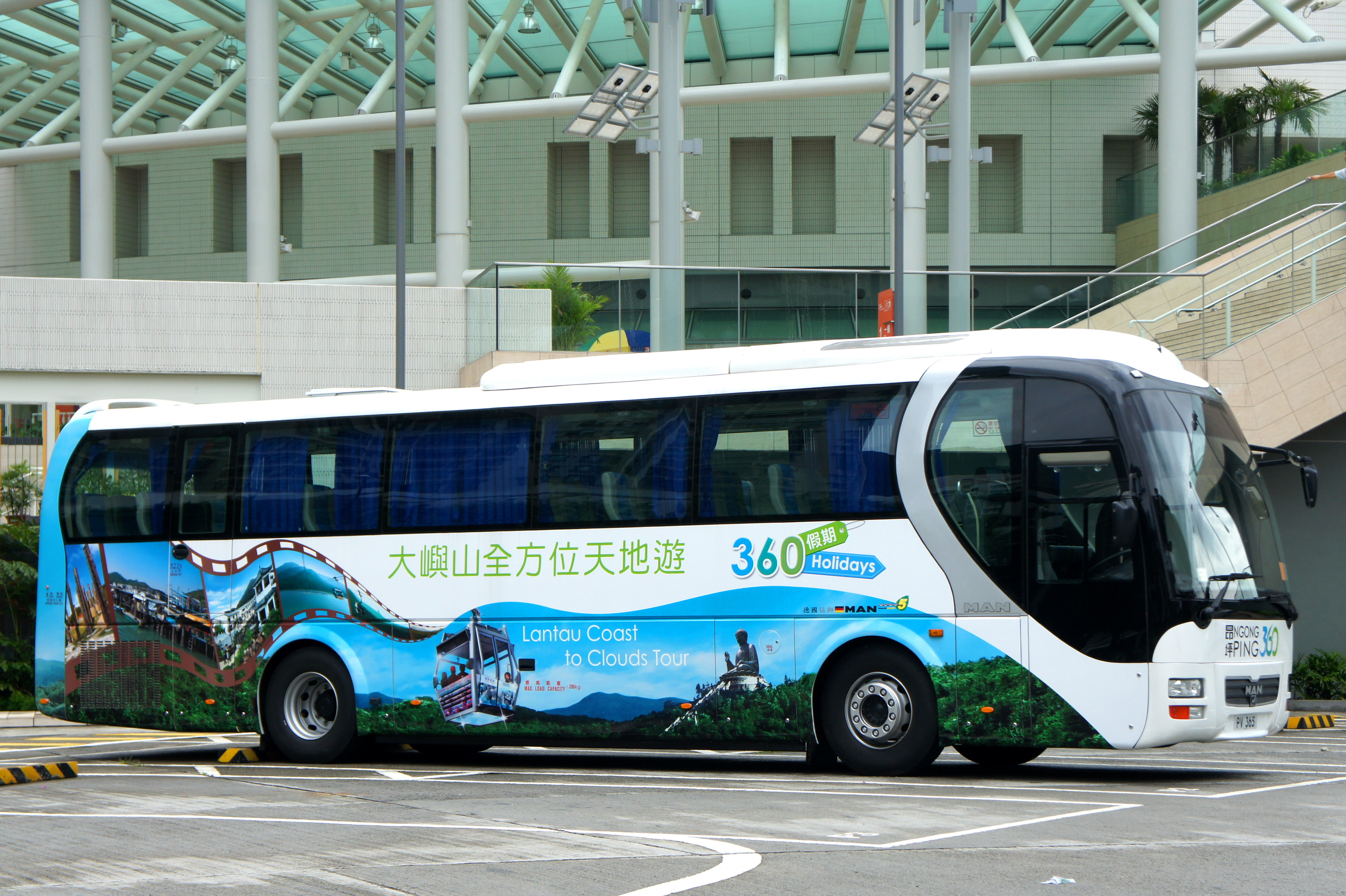
360假期「大嶼山全方位天地遊」導賞團的旅遊車

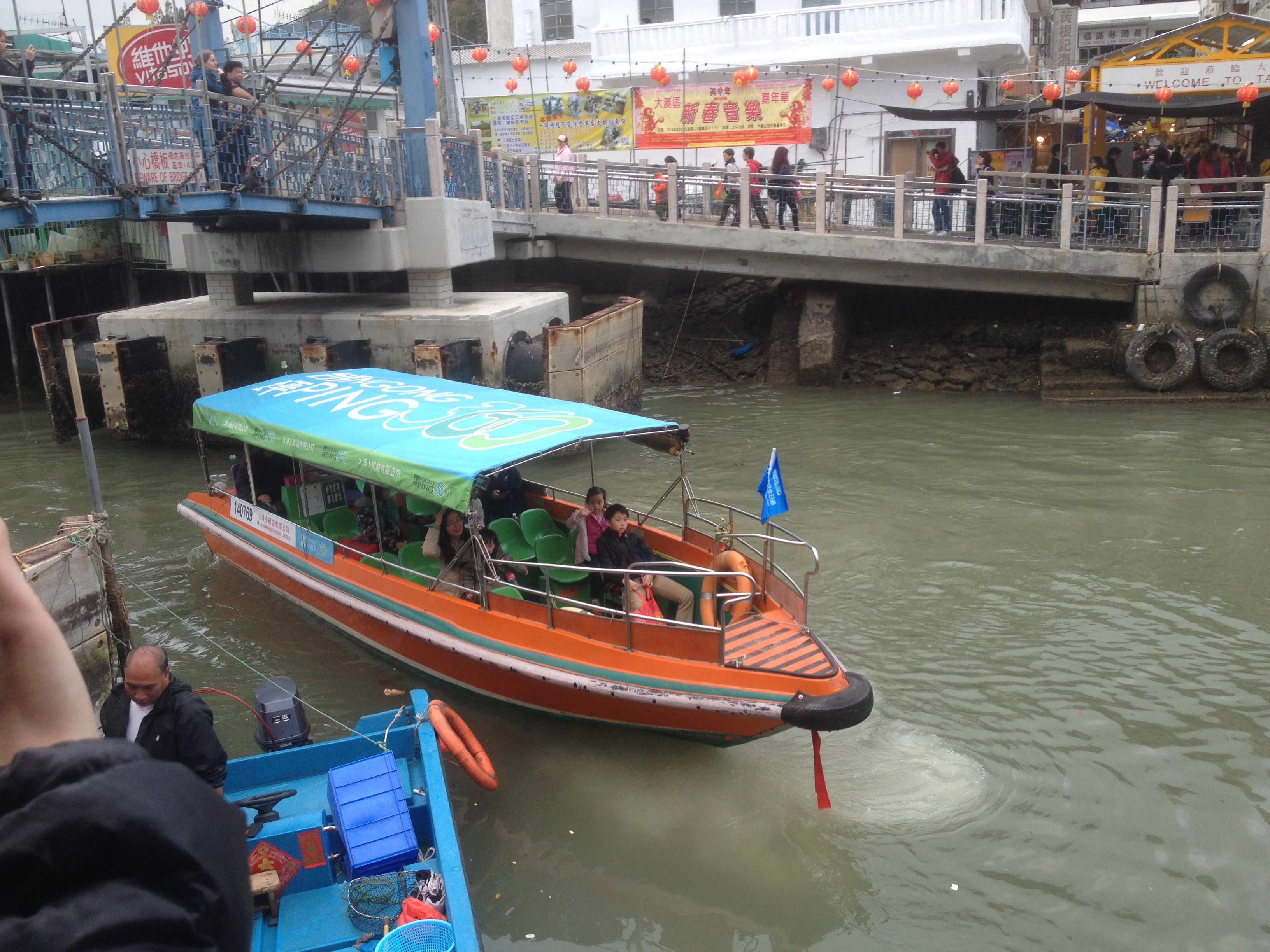
昂坪360在大澳的觀光小艇服務

昂坪360一般車票分為標準車廂及水晶車廂，車票有成人、小童和長者劃分。另外也有提供景點套票、預先約定的導賞團套票和特別車包廂服務。

### 票價調整
2005年5月開幕初期，票價設有小童、成人及長者三類，再劃分平日及周六、周日及特別日子兩種票價。另外設有套票、景點門票和單程門票。成人平日和周六來回票價每位只需88元。
2008年12月1日，成人首次加價平日來回票價每位由88元加至96元，各類票價加幅由3%至9%不等。昂坪360同時推出短期優惠予小童和長者。
2009年4月4日，昂坪360推出水晶車廂，單程成人門票為109元，來回票價157元。12月1日，昂坪360劃一平日或特別日子票價，成人平日來回車票會由96元調高至107元，加幅由6.3%至26.7%不等，會與周日及特別日子票價看齊。而特別日子和剛於4月推出的水晶車廂票價不變。 昂坪360同時推出短期^_^優惠予身份證有特定「360」號碼排列的市民。
2010年12月1日，昂坪360調整票價，其中成人普通來回車票由107元加至115元，水晶車廂來回票由157元加至169元，加幅介乎7.1至8.4%。昂坪360同時推出短期優惠予攜同小童的成年旅客。
2011年12月1日，昂坪360再次調整票價，當中普通車廂成人來回票價，由115元加至125元，水晶車廂成人來回票價，由169元加至188元。整體平均加幅達9.1%。
2012年12月7日，昂坪360當日起加價8%至9.7%。普通車廂成人來回票價，由125元加至135元。乘坐水晶車廂來回則另補加78元，單程則補加55元。小童票價為成人票價一半，長者票價則維持不變。昂坪360同時提供多項優惠予持有香港身分證人士，包括給予9折門票優惠（至2013年6月30日）、香港居民生日當天免費乘坐纜車（至2024年12月31日）、小童免費（只限2013年7月至8月）及長者半價優惠（只限2013年5月至6月）。此外，昂坪360首次推出年內無限次乘坐纜車的「蛇年通」（只在2013年1月及2月發售），售價$450，預售價為$390。
2025年6月10日，昂坪360平均加價6.2%。其中，長者纜車票價維持不變；而成人來回標準車廂門票，將由現時270港元加至295港元，加幅25港元；小童來回標準車廂則由135港元加至150港元，加幅為15港元。

### 門票及套票收費

#### 單程／來回車票
| 收費 | 單程     | 單程     | 來回     | 來回     | 來回               | 來回               | 持標準車廂纜車車票／ 套票升級至水晶車廂 | 持標準車廂纜車車票／ 套票升級至水晶車廂 | 持標準車廂纜車車票／ 套票升級至水晶車廂 |
| 收費 | 標準車廂 | 水晶車廂 | 標準車廂 | 水晶車廂 | 1+1水晶及 標準車廂 | 1+1全景及 標準車廂 | 一般人士 （每單程）                     | 360全年通持票人 （來回）                |                                         |
| ---- | -------- | -------- | -------- | -------- | ------------------ | ------------------ | --------------------------------------- | --------------------------------------- | --------------------------------------- |
| 成人 | HK$195   | HK$235   | HK$270   | HK$350   | HK$310             | HK$395             | HK$40                                   | HK$50                                   |                                         |
| 小童 | HK$95    | HK$135   | HK$135   | HK$215   | HK$175             | HK$260             | HK$40                                   | HK$50                                   |                                         |
| 長者 | HK$105   | HK$145   | HK$155   | HK$235   | HK$195             | HK$280             | HK$40                                   | HK$50                                   |                                         |

#### 360海陸空全日通／大澳通
| 收費 | 一般人士 | 一般人士 | 360全年通 持票人升級價 | 360全年通 持票人升級價 |
| 收費 | 標準車廂 | 水晶車廂 | 標準車廂               | 水晶車廂               |
| ---- | -------- | -------- | ---------------------- | ---------------------- |
| 成人 | HK$350   | HK$430   | HK$90                  | HK$140                 |
| 小童 | HK$215   | HK$295   | HK$90                  | HK$140                 |

#### 360導賞團
「360大嶼山文化探索深度遊」帶領你全面感受香港的文化特色和水鄉情懷。除體驗來回纜車之旅，「360假期」專業導遊會帶你遊覽大嶼山著名景點，包括昂坪市集、天壇大佛和寶蓮禪寺，你亦可品嚐獨特工藝花茶，再到大澳乘搭觀光小艇（黃線航程水鄉遊）及親身參觀大澳棚屋，更可品嚐地道小食如沙翁、大魚蛋及豆腐花等，細味大澳漁村風味。
「360佛道行」除體驗來回纜車之旅外，「360假期」專業導遊會透過兩小時的行程，參觀昂坪的佛教廟宇及相關景點，欣賞其建築藝術。透過佛教故事，啟發參加者進一步認識自己、了解自己，打開身心啟迪之門。
「360大嶼山黃昏寫意導賞團」欣賞香港鮮為人知的離島風貌，由「大嶼山黃昏寫意之旅」展開。旅程為喜愛寧靜、寫意地暢遊大嶼山的旅客而設，「360假期」專業導遊安排了連串精彩特色節目，包括纜車體驗（去程）、參觀天壇大佛、寶蓮禪寺和探索大澳漁村的黃昏風貌等，以及享用特色小艇遊（黃線航程水鄉遊）。
| 收費 | 360大嶼山文化 探索深度遊 | 360大嶼山文化 探索深度遊 | 360佛道行 | 360佛道行 | 360大嶼山黃昏 寫意導賞團 | 360大嶼山黃昏 寫意導賞團 |
| 收費 | 標準車廂                 | 水晶車廂                 | 標準車廂  | 水晶車廂  | 標準車廂                 | 水晶車廂                 |
| ---- | ------------------------ | ------------------------ | --------- | --------- | ------------------------ | ------------------------ |
| 成人 | HK$460                   | HK$540                   | HK$315    | HK$390    | HK$730                   | HK$790                   |
| 小童 | HK$390                   | HK$470                   | HK$190    | HK$270    | HK$660                   | HK$730                   |

#### 360全年通
昂坪360全年通，精彩享樂無限延續！每年只需HK$595（大小同價），即可全年（購票當日起計連續365天內）無限次任搭昂坪纜車（標準車廂），盡覽四季景色；玩遍上天下地，投入停不了的節慶盛事；無論吃喝玩樂，每次都有新驚喜！

#### 昂坪360「尊享號」私人包廂服務

##### 標準／水晶車廂
服務包括私人包廂來回纜車之旅（標準／水晶車廂）、優先購票服務、優先登車及免費昂坪市集的「與佛同行」景點門票，服務需先預約。標準車包廂和水晶車包廂的收費分別為HK$3,800和HK$4,500。

##### 全景纜車
服務包括私人包廂單程全景纜車之旅，服務需先預約。全景纜車包廂的收費為HK$2,850。

#### 昂坪市集門票
| 收費 | 360動感影院       | 360動感影院           | 與佛同行 | 纜車探知館 | 纜車探知館            | 香港巧克力藝術坊  | 香港巧克力藝術坊      |
| 收費 | 正常售價          | 憑即日纜車 車票換購價 | 與佛同行 | 正常售價   | 憑即日纜車 車票換購價 | 正常售價          | 憑即日纜車 車票換購價 |
| ---- | ----------------- | --------------------- | -------- | ---------- | --------------------- | ----------------- | --------------------- |
| 成人 | HK$88 優惠價HK$40 | HK$20                 | HK$40    | HK$60      | HK$20                 | HK$88 優惠價HK$68 | HK$20                 |
| 小童 | HK$66 優惠價HK$20 | HK$20                 | HK$20    | HK$30      | HK$20                 | HK$88 優惠價HK$68 | HK$20                 |
| 長者 | HK$66 優惠價HK$28 | HK$20                 | HK$28    | HK$42      | HK$20                 | HK$88 優惠價HK$68 | HK$20                 |

#### 收費備註
- 0-2歲的嬰兒免費
- 小童票價適用於3-11歲
- 長者票價適用於60歲或以上之香港居民；須出示有效之香港長者咭或樂悠咭作年齡證明。60歲或以上之非香港居民須付成人票價
- 根據《東涌吊車附例》（第577A章），所有未滿12歲之小童必須有15歲或以上人士陪同方可乘搭纜車。賓客或須按工作人員要求出示年齡證明
- 如賓客預訂從昂坪出發的全景纜車，請預留於昂坪乘坐全景纜車前最少45分鐘於東涌纜車站售票處換票以及乘坐標準纜車到昂坪
- 單程全景纜車私人包廂最多10名乘客（大小同價）。於官網訂購時賓客須於最少3日前致電(852)3666 0606或電郵至info@np360.com.hk預訂。賓客可按實際人數於預訂時另購回程車票
- 於生日當日之香港居民，出示有效之香港身份證，可享免費乘搭來回纜車（標準車廂）乙次，並可以8折購買最多3張即日來回纜車門票（標準車廂）。如因天氣或其他理由引致纜車停止服務，可於纜車恢復正常服務後30天內補回該優惠乙次；如在已編定保養及維修日當日生日，可於其生日月份內任何其他日子補回該優惠乙次
- 大澳小艇遊每位收費為HK$50（黃線航程水鄉遊）／HK$80（紅線航程精選環島遊）（大小同價）；360海陸空全日通／大澳通持票人如大澳小艇遊因任何原因未能提供服務，相關換票證可於昂坪360紀念品店作HK$20現金使用。

最新收費及詳情參見 昂坪360官方價目表 ，收費及詳情以現場公佈為準（页面存档备份，存于）
於2013年，昂坪360提升其網上票務系統，最快於同年3月至4月以於其官方網證手機版本訂購門票，再於纜車站透過系統回覆傳送的快速響應矩陣碼直接登上纜車。纜車公司將會同時提供類似的快速登陸服務，職員將會於纜車站為於排隊尾部的旅客預訂列有登車時段的車票，方便旅客於適當時間重新返回纜車站登車，以減省遊客輪候購買門票的時間。

## 昂坪市集

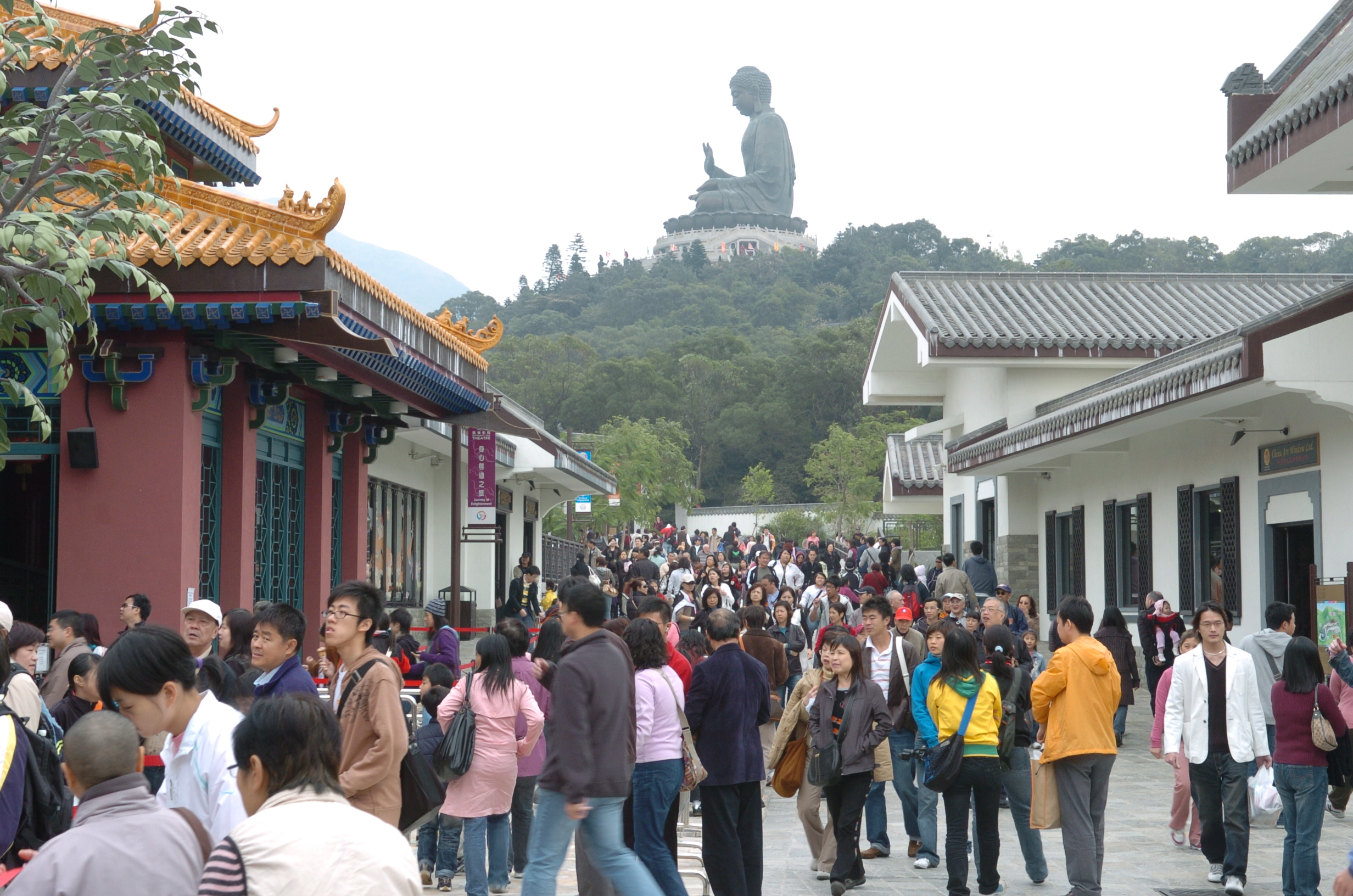
昂坪市集

昂坪市集、昂坪主題村或稱昂坪旅遊村是其中的一個旅遊景點，鄰近昂坪站及天壇大佛，佔地1.5公頃，總樓宇面積為5,000平方米，於2006年6月開幕。昂坪市集的建築及園林設計，展示出昂坪獨特的地貌及文化氣息，並且設有3個旅遊景點及25間食肆、購物及娛樂設施。市集內亦有功夫、雜耍及粵劇等街頭表演項目。

## 維修保養

### 2017年
- 1月9日至6月4日，進行纜索更換工程。昂坪棧道亦同時暫停對外開放，並在6月30日才恢復對外開放。[28][29]
- 7月5日，暫停服務，以便進行定期維修保養。

### 2020年
- 1月14日，暫停服務，以便進行定期維修保養。

### 2022年
- 1月7日，暫停服務，以便進行定期維修保養。

### 2023年
- 11月20及21日，暫停服務，以便進行定期維修保養。

## 故障及失誤
- 2006年9月30日：先因吹強風令開放時間延遲40分鐘，及至10時50分，訊號系統警告燈亮起，停駛逾20分鐘檢查
- 2006年10月8日：近下午5時，因安全監察系統發出警告訊號須停駛；有關故障因纜索電流受干擾，估計干擾由雀鳥或空中漂浮物造成
- 2006年10月15日：開放前發現車廂距離太接近，需用人手調校位置，延遲1小時回復正常
- 2007年1月1日：近下午4時，因系統出問題，引致多度停頓，至下午5時半恢復正常
- 2007年1月3日：傍晚6時19分，因電子故障暫時停駛，至7時38分恢復正常
- 2007年6月11日：在當日的纜車服務結束後，纜車正進行速度測試，其中一輛纜車脫離纜索，墮落草坪，無人受傷。經濟發展及勞工局局長葉澍堃飭令昂坪纜車暫停服務，並下令地鐵公司查明事故原因。機電工程署派員到場調查，亦表示在確定可安全運作之前，不會批准纜車重開
- 2007年12月18日：昂坪360纜車獲機電工程署取消禁載令
- 2007年12月22日：昂坪360舉行試搭及模擬多種延誤，在重開前安排貴賓試坐，商務及經濟發展局局長馬時亨及香港旅遊發展局主席田北俊成為纜車重開前第一批試坐的乘客，之後與港鐵公司主席錢果豐、行政會議召集人梁振英等亦試乘纜車，為重開整個系統鋪路。
- 2007年12月31日：港鐵公司重開纜車，正式更改公司標誌，以及使用4款新纜車車廂面貌
- 2008年4月11日：昂坪360纜車彌勒山轉向站一組推動纜車前進的滑輪出現問題，纜車無法前進，纜車服務即時停止，以便進行全面檢查，確保系統運作安全，纜車公司待完成檢查後，才決定何時重開
- 2008年6月7日：由於當天的暴雨引發山泥傾瀉，使一段負責傳送操作訊號的光纖電纜損毀，令纜車無法正常運作，使纜車服務需要暫停。在雨災之後，因為昂坪地區及寶蓮寺的陸路交通因山泥傾瀉而完全中斷，因此纜車公司由6月9日起提供有限度免費服務給昂坪市集職員和昂坪居民，而纜車成為了昂坪地區通往外界的唯一途徑，直至數日後大澳道重新通車。昂坪纜車待光纖電纜修復後緊接進行年度檢查，並於6月24日才正式重開。
- 2012年1月25日：於當天下午2時49分，昂坪360纜車因技術問題停駛，約八百名乘客被困於纜車車廂內近兩小時，由於香港當天氣溫只有約9度，昂坪更一度低至3度，部分乘客在被困期間報警求助，亦有被困乘客在下車後表示身體不適，昂坪纜車發言人表示，由於機場島轉向站一個滑輪運作不暢順，因此引發了纜車的停車訊號。昂坪纜車期後宣佈停駛十天作檢查之用。[30][31][32][33]2月3日，昂坪360交代事故是因為機場島轉向站滑輪組件下俗稱「啤令」的軸承內環有不規則磨損，令行車不暢通，但強調這並不影響安全。公司決定更換系統全部7組的滑輪軸承，以提高可靠性。因部份山上的轉向站位置需要使用直升機運送組件，並礙於更換全部軸承的工程需時較長及可能受天氣阻延，公司順決定一併進行原在年中的年檢，預計纜車服務需繼續停駛兩個月。[10]

## 爭議事件
2019年3月5日，宣佈將每年3月及6月定為「港人感恩月」。只要香港身份證號碼持有「3」、「6」或「0」其中2個數字（包括括號內號碼），可在同年3月及6月免費乘坐來回昂坪纜車標準車廂。不過有網民發現3月6日至26日為保養維修日，而且合資格人士需在出發前最少2天報名，結果引來批評。昂坪360其後宣佈將優惠期延長至4月10日，而同年6月不會進行定期維修。

## 車站及接駁路線
| 昂坪360        |          |                |               |                      |
| 車站套色及名稱 | 所在區域 | 車站接駁       | 啟用日期      | 備註                 |
| 東涌           | 離島區   | 可步行至東涌站 | 2006年9月18日 | 不適用               |
| 機場島轉向站   | 離島區   | 不適用         | 2006年9月18日 | 不提供乘客上下之服務 |
| 彌勒山轉向站   | 離島區   |                | 2006年9月18日 | 不提供乘客上下之服務 |
| 昂坪           | 離島區   | 不適用         | 2006年9月18日 |                      |

## 取景
香港電影《大追捕》曾與昂坪360合作，進行多日之實景拍攝，電影中更利用水晶車廂作拍攝。

韓國真人秀節目《Running Man》（런닝맨 ）第73集所有成員及嘉賓完成個人任務後需乘坐水晶車廂前往最終目的地昂坪市集並需於車程期間發現刻於下方維修通道上的獲勝提示。

## 外部連結
- 昂坪360 官方網站 （页面存档备份，存于）
- 昂坪360 Facebook 官方專頁（页面存档备份，存于）
- 運輸署：昂坪360交通及公共運輸安排

22°15′23″N 113°54′06″E / 22.256452°N 113.9015722°E